# Blefuscu
Blefuscu é uma ilha fictícia do romance As viagens de Gulliver. No livro, Jonathan Swift (autor), relata que é uma ilha vizinha a Lilliput que os habitantes são também do tamanho de 6 polegadas  (15 centímetros). O livro também relata que as duas ilhas são inimigas.
Blefuscu e Liliput são sátiras, respectivamente, da França e Inglaterra no começo do século XVIII. Enquanto que o povo de Liliput agiu de forma traiçoeira contra Gulliver, o povo de Blefescu foi honesto e direto, mostrando a má vontade de Swift em relação a seus conterrâneos.